# Lambertella subrenispora
Lambertella subrenispora är en svampart som beskrevs av Korf & W.Y. Zhuang 1985. Lambertella subrenispora ingår i släktet Lambertella och familjen Rutstroemiaceae.   Inga underarter finns listade i Catalogue of Life.